# Girsu
Girsu (Ĝirsu in sumero) è un'antica città sumerica, situata circa 25 chilometri a nord-ovest di Lagash, nel luogo dove si trova la moderna Telloh, nella provincia di Dhi Qar in Iraq.

## Storia
Girsu probabilmente fu già abitata nel periodo Ubaid (5300-4800 a.C.), ma livelli significativi di attività si riferiscono al primo periodo protodinastico (2900-2335 a.C.).
Al tempo del regno di Gudea, sovrano della Seconda Dinastia di Lagash, Girsu divenne la capitale del regno di Lagash, e continuò ad esserne il centro religioso, anche dopo che il potere politico si era spostato a Lagash.
Durante il periodo della terza dinastia di Ur (2112-2004 a.C.), Girsu fu un importante centro amministrativo del regno, perdendo d'importanza dopo la caduta della capitale Ur. Rimase comunque abitata fino al 200 a.C. circa.

## Sito archeologico
Fu il primo sito sumero ad essere ampiamente scavato, inizialmente sotto il viceconsole francese a Bassora, Ernest de Sarzec, in undici campagne tra il 1877 e il 1900, seguito dal suo successore Gaston Cros dal 1903 al 1909. Tra i ritrovamenti più rilevanti di queste campagne, una statua di donna in alabastro, con braccialetti di rame rivestiti d'oro, e un frammento di un piatto scolpito con un leone in pietra con un'iscrizione sumera.
Gli scavi continuarono sotto l'abate Henri de Genouillac nel 1929-1931 e sotto André Parrot nel 1931-1933. Proprio a Girsu furono rinvenuti i frammenti della Stele degli avvoltoi.
A Telloh sono stati ritrovati molti oggetti d'arte e tavolette d'argilla, ma poca attenzione è stata prestata ai suoi resti architettonici. La maggior parte dei ritrovamenti appartengono al terzo millennio a.C. (periodo protodinastico, periodo di Akkad e della terza dinastia di Ur) e include moltissime tavolette e statue rappresentanti Gudea, governatore di Lagash nel 2100 a.C. circa. 
Una delle tavolette più importanti che sono state ritrovate è il cosiddetto editto di riforma di Urukagina (ca. 2352-2342 a.C.).  In questo testo il re afferma di essere stato scelto dal dio Ninĝirsu per porre fine all'oppressione dei poveri e descrive una serie di riforme contro la vecchia burocrazia e l'immenso potere che aveva assunto la casta sacerdotale. È un testo molto importante in quanto getta luce sui problemi sociali del tempo.
Urukagina fu un ottimo re: distrusse, come apprendiamo dal testo, la vecchia burocrazia, risanò l'economia, si avvalse di funzionari di controllo, istituì un primo codice legale e diede vita a una sorta di programma di interventi sociali, che tra l'altro contemplava la protezione e l'assistenza alle vedove e agli orfani.
Nel 2022, durante gli scavi compiuti da archeologi britannici e iracheni, è stato scoperto il "palazzo dei re" dell'antica città. Accanto all'edificio principale sono state scoperte più di 200 tavolette cuneiformi, contenenti documenti amministrativi di Girsu. Sebbene la città sia stata scoperta per la prima volta 140 anni fa, il sito è stato da allora teatro di saccheggi e scavi illegali. La scoperta è il risultato del "Girsu Project", una collaborazione archeologica, istituita nel 2015, guidata dal British Museum e finanziata dal Getty Museum di Los Angeles. Oltre al ritrovamento del palazzo e delle tavolette, è stato individuato anche il tempio principale dedicato a Ninĝirsu. Prima di questo pionieristico lavoro sul campo, la sua esistenza era nota solo da antiche iscrizioni scoperte durante i primi scavi. Il progetto segue lo schema iracheno inizialmente finanziato dal governo britannico in risposta alla distruzione di importanti siti del patrimonio archeologico in Iraq e Siria da parte dello Stato Islamico (ISIS). I primi muri di mattoni di fango del palazzo, scoperti l'anno scorso, sono da allora conservati nel Museo nazionale iracheno a Baghdad.

## Galleria dei ritrovamenti
Immagini di alcuni reperti di Girsu conservati al museo del Louvre. Provengono dagli scavi francesi iniziati, già nel triennio 1877-1900, dal viceconsole a Basra, Ernest de Sarzec.

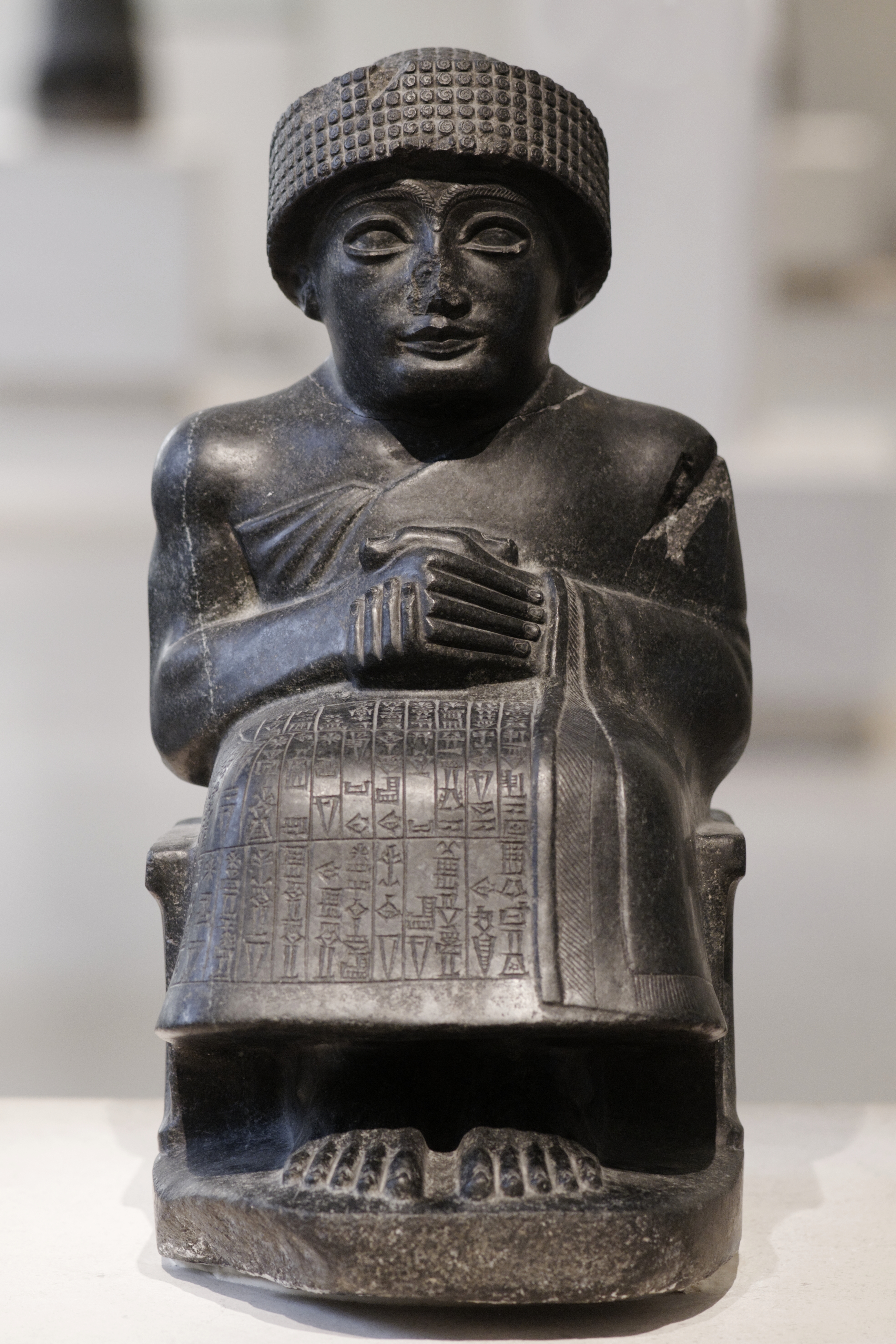
Gudea seduto, statua seduta in diorite dedicata al dio Ningishzida, 2120 a.C.
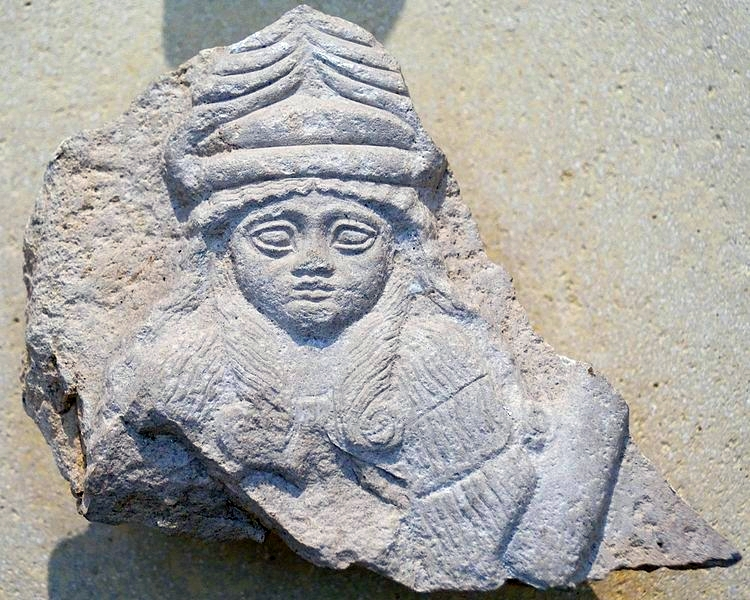
Frammento di stele che rappresenta una divinità neo-sumera, 2120 a.C.
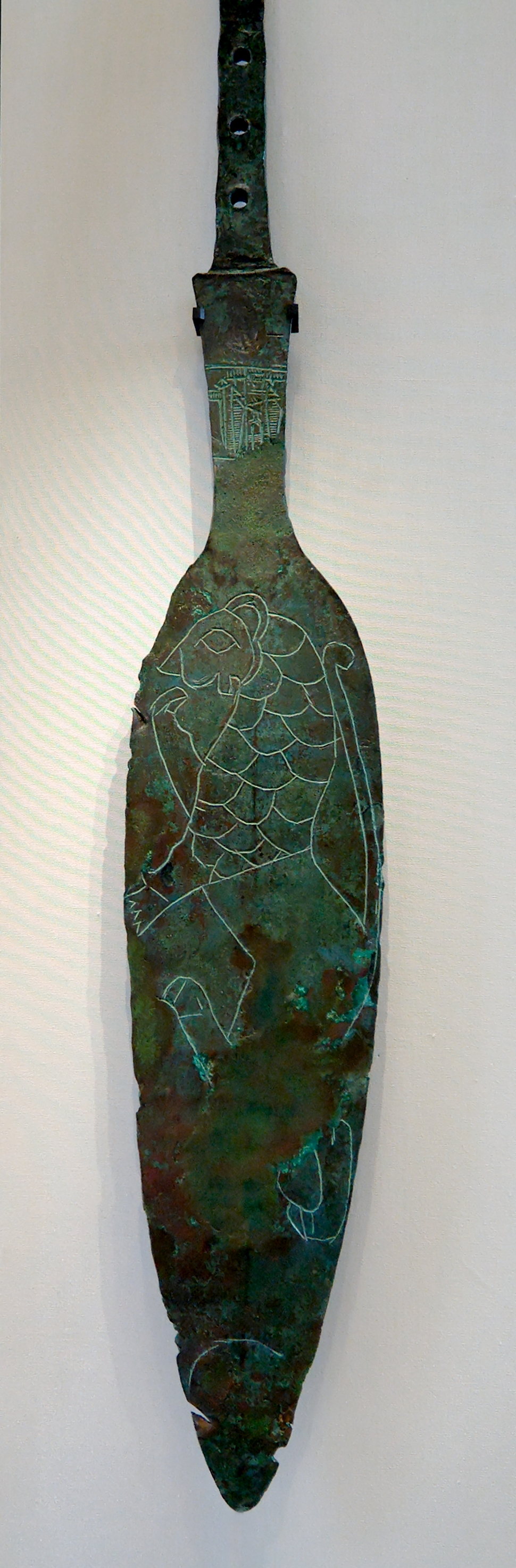
Colossale lancia con il nome di "Lugal, re di Kish". Rame, periodo protodinastico II, ca. 2600 a.C.
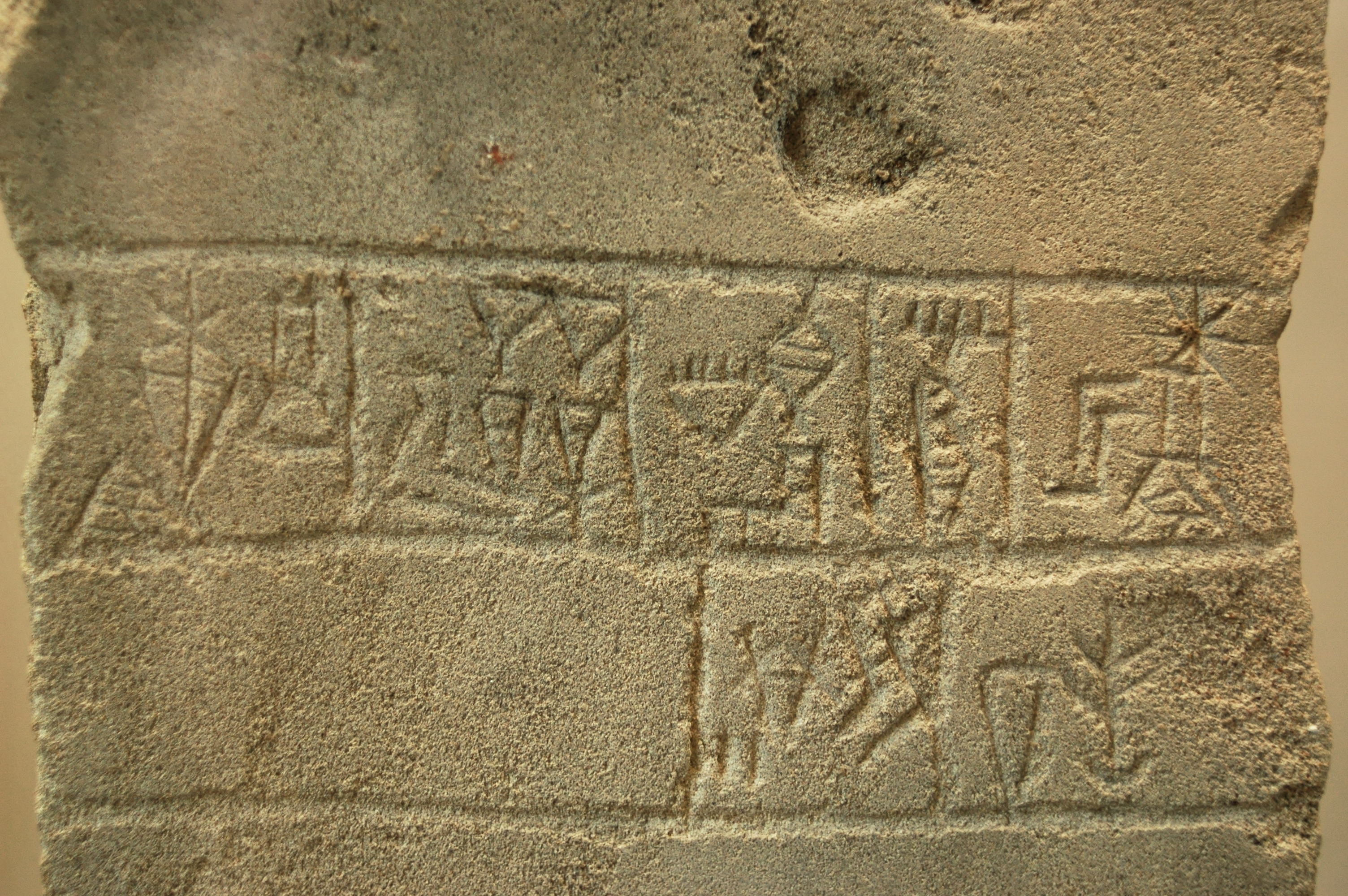
Stele incisa con l'iscrizione "Ur-Nanshe, figlio di Gunidu, per Ningirsu". Lagash, ca. 2550—2500 a.C.
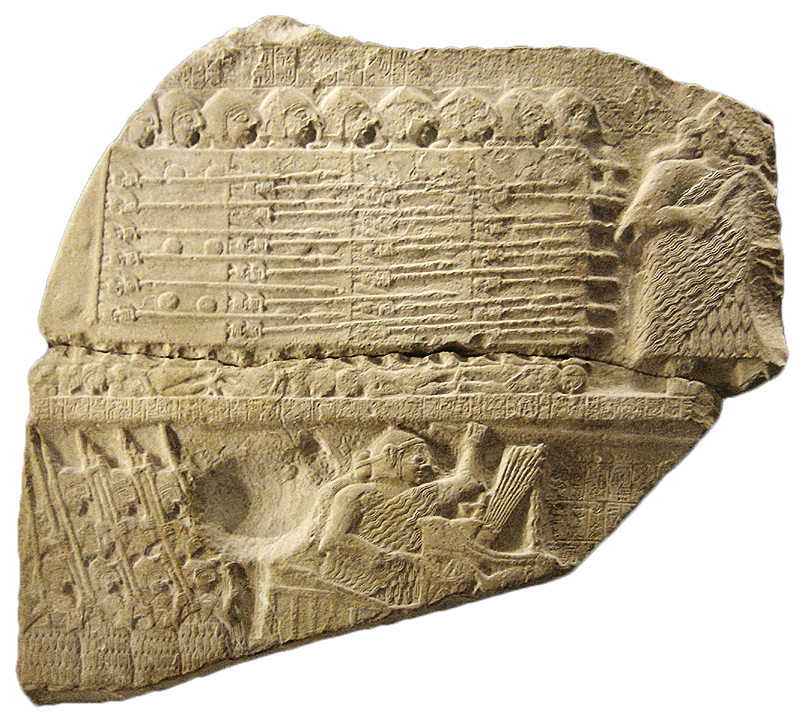
Un frammento della Stele degli avvoltoi, scoperta nel 1881 da Ernest de Sarzec.
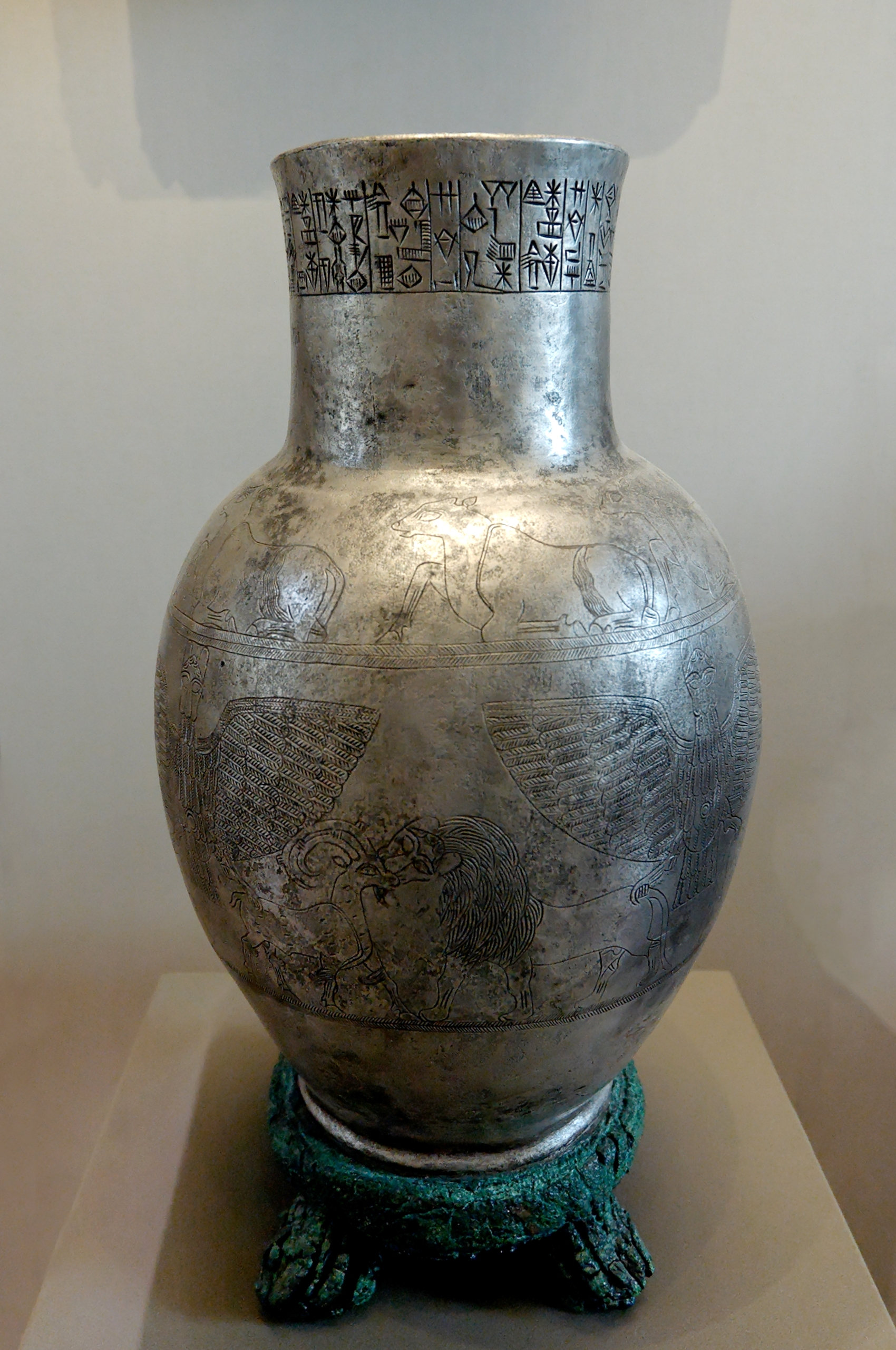
Vaso dedicato da Entemena, re di Lagash, a Ningirsu. Argento e rame, ca. 2400 a.C.
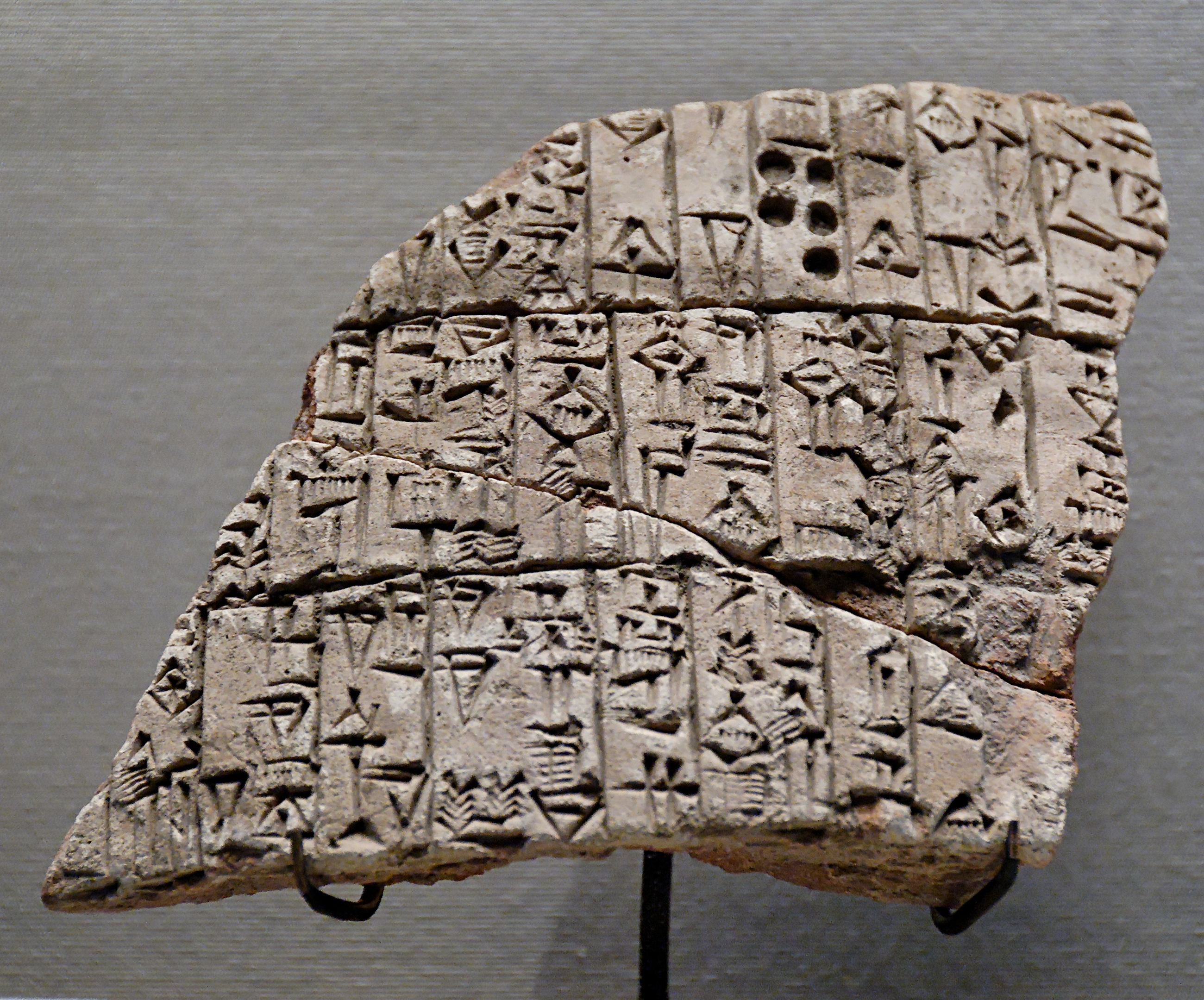
Terracotta, ca 2350 a.C.,  L'iscrizione recita:“Urukagina scavò… il canale nella città di NINA. Nel punto di inizio del canale, eresse l'Eninnu; al termine del canale, costruì l'Esiraran".
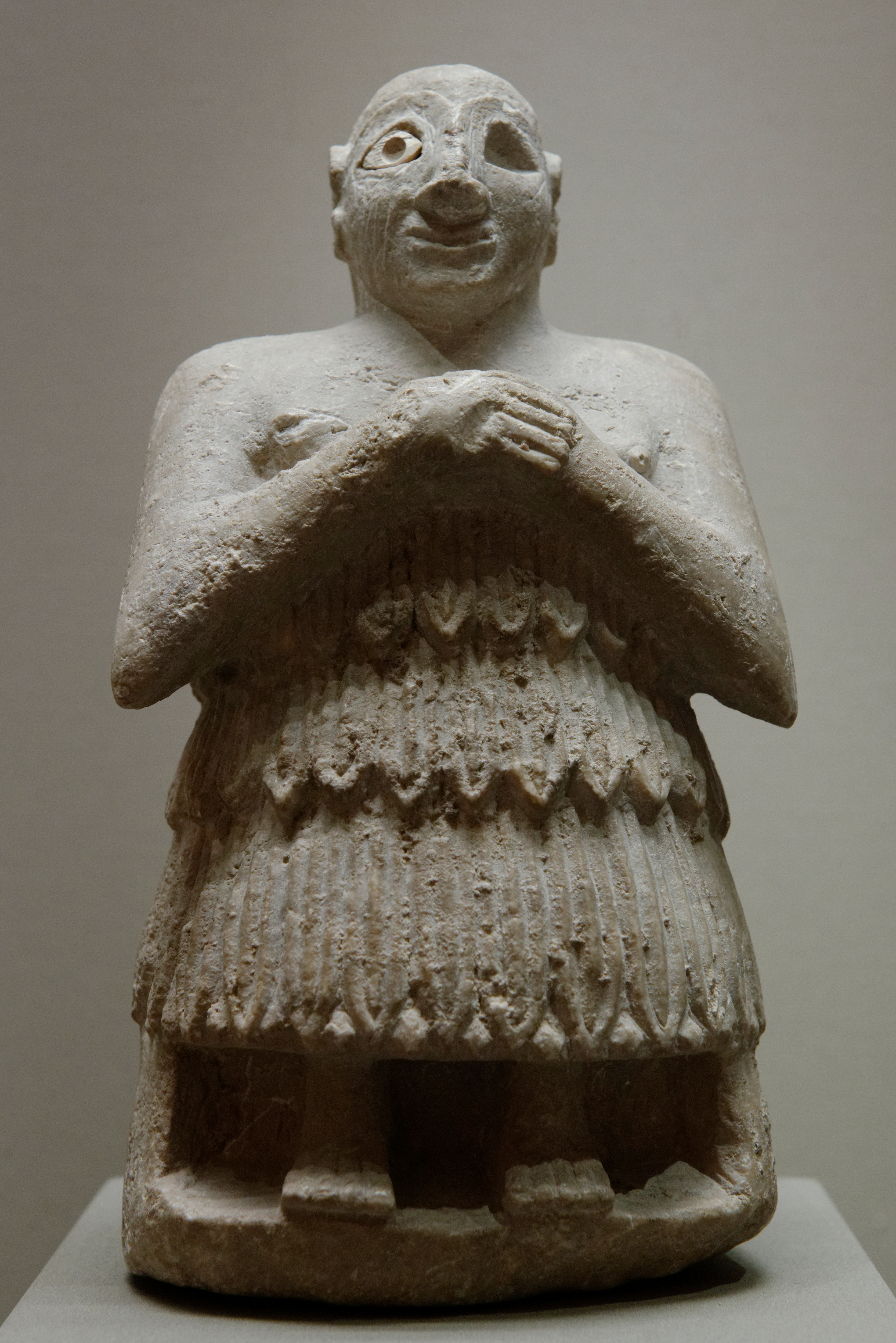
Statuetta adorante. Venivano poste nei templi perché pregassero in eterno per il donatore. Alabastro, Protodinastico III (ca. 2400 a.C.).
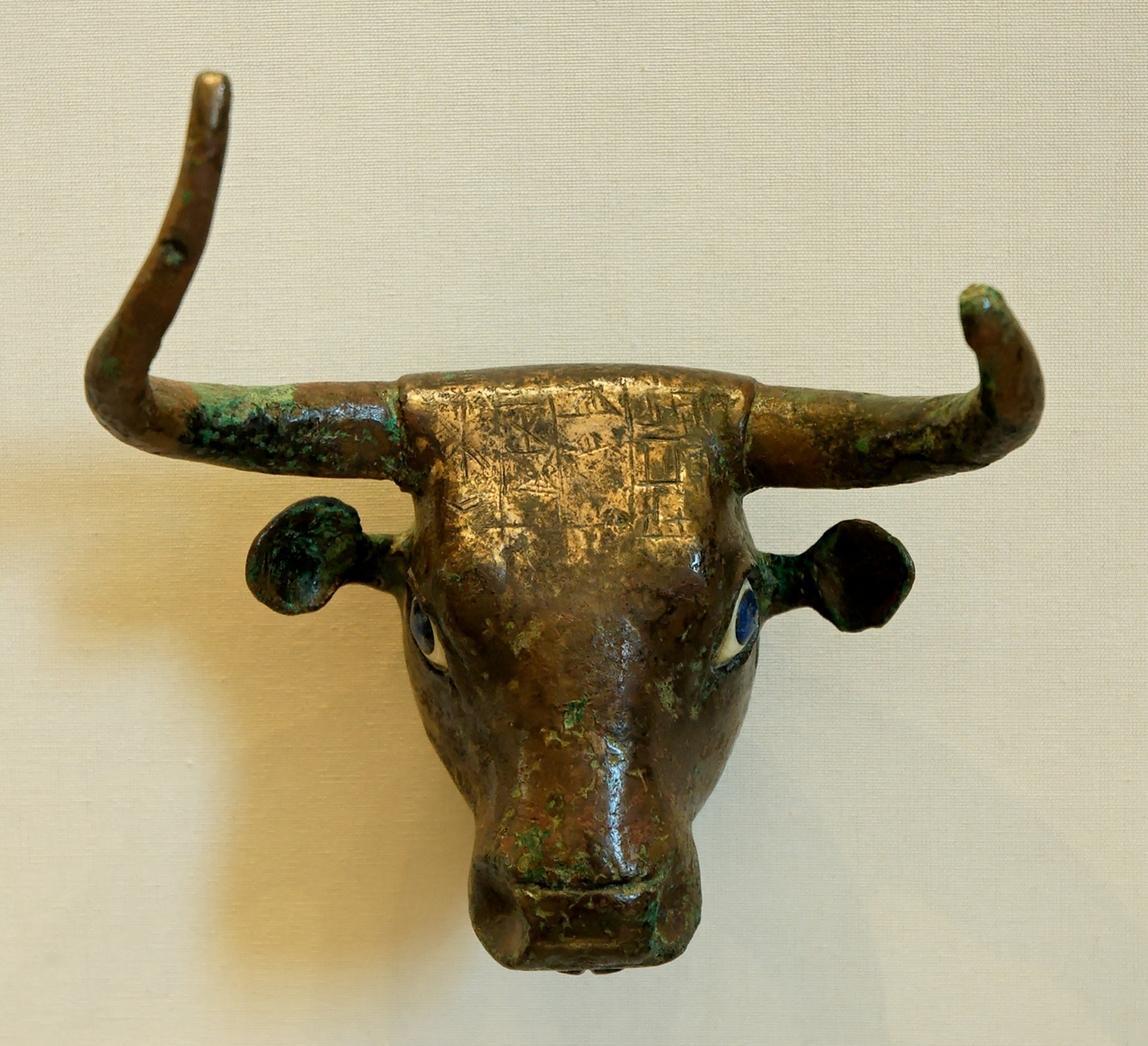
Testa di toro. Rame, madreperla e lapislazzulo, terzo millennio a.C.
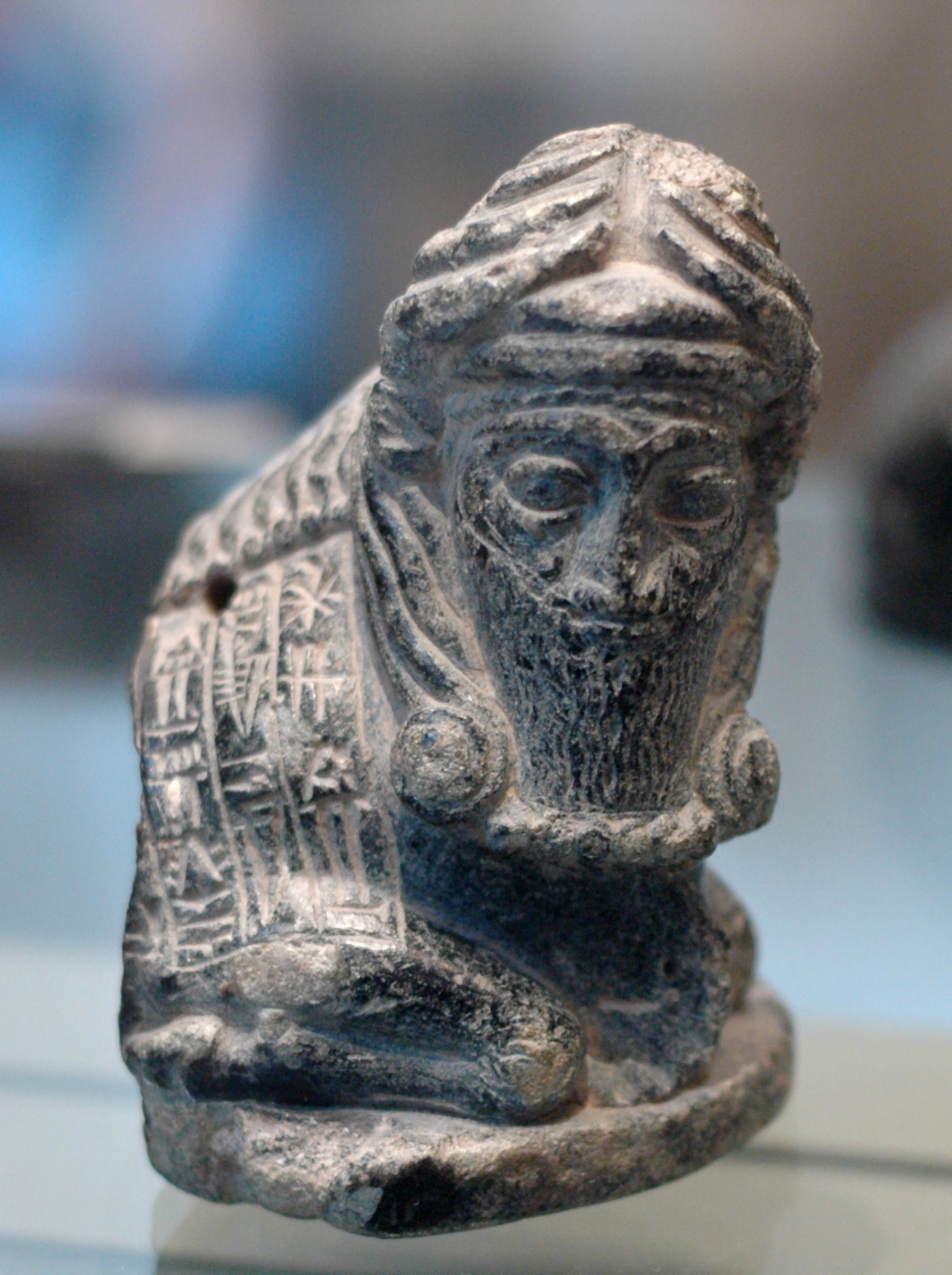
Statuetta di un toro con volto umano, dedicata a Gudea, principe di Lagash. Clorite, periodo Neo-sumerico (ca. 2120 a.C.).
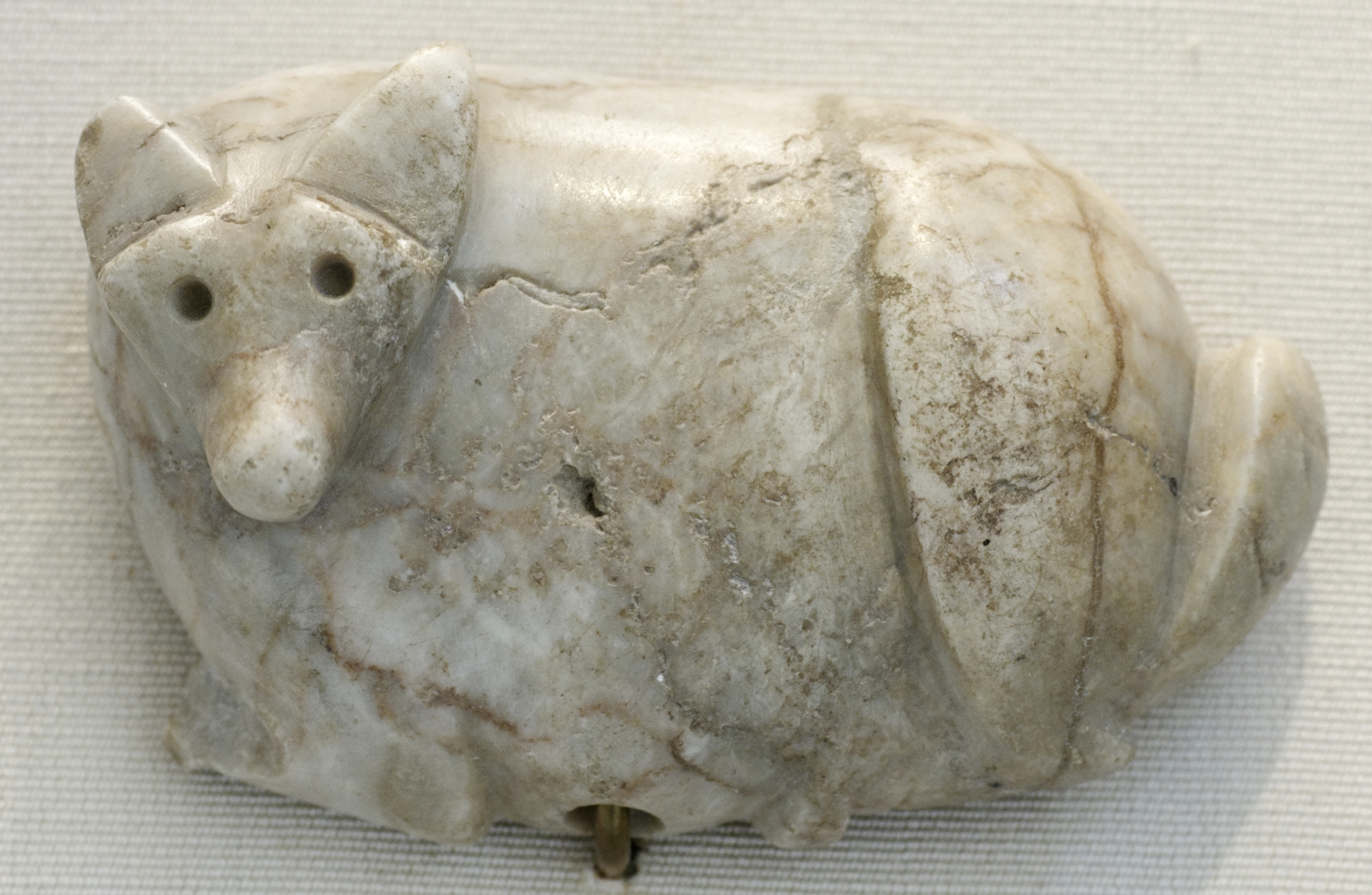
Oggetti zoomorfi. Marmo bianco, Periodo di Uruk, 4100-3000 a.C
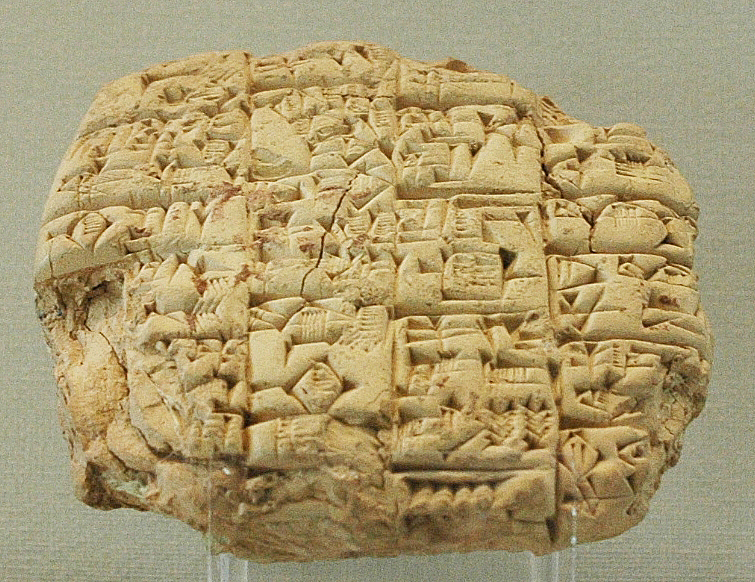
Lettera spedita dal sommo sacerdote Lu'enna al re di Lagash (forse Urukagina), per informarlo della morte di suo figlio in combattimento. Terracotta, ca. 2400 a.C.